# 托尼·舒尼奇
托尼·舒尼奇（1989年12月15日—）是一位波黑足球運動員，在場上的位置是中後衛。他現在效力於中超球隊河南嵩山龙门。他也代表波黑國家足球隊參賽。